# Hülya Koçyiğit
Hülya Koçyiğit, née le 12 décembre 1947 dans le quartier de Kuzguncuk à Istanbul, est une actrice de cinéma turque. Elle a joué dans plus de 180 films, et a reçu au cours de sa carrière de multiples récompenses de cinéma, dont plusieurs Golden Orange[Selon qui ?], le prix de cinéma de référence en Turquie.

## Filmographie
- 1964 : Un été sans eau (Susuz yaz) Bahar
- 1973 : Gelin : Meryem